# Rudolf Arndt
Rudolf Gottfried Arndt (ur. 31 marca 1835 w Bialken, zm. 29 stycznia 1900 w Greifswaldzie) – niemiecki lekarz psychiatra. Studiował medycynę na Uniwersytecie w Greifswaldzie i Marcina Lutra w Halle; jego nauczycielami byli Niemeyer, Bardeleben i Damerow. W 1860 roku uzyskał tytuł doktora medycyny. Brał udział w wojnie duśnko-pruskiej, wojnie siedmiotygodniowej i wojnie francusko-pruskiej jako lekarz wojskowy. W 1867 w Greifswaldzie habilitował się, po czym kierował tamtejszym zakładem dla umysłowo chorych. W 1873 mianowany profesorem nadzwyczajnym psychiatrii na Uniwersytecie w Greifswaldzie.
Zajmował się m.in. zagadnieniem neurastenii. W 1888 roku sformułował zasadę, znaną później jako prawo Arndta-Schulza.

## Wybrane prace
- Lehrbuch der Psychiatrie. Wien und Leipzig 1883
- Die Neurasthenie (Nervenschwäche), ihr Wesen, ihre Bedeutung und Behandlung vom anatomisch-physiologischen Standpunkte für Ärzte und Studierende. Wien und Leipzig 1885
- mit August Dohm: Der Verlauf der Psychosen. Wien und Leipzig 1887
- Bemerkungen über Kraft und auslösende Kraft im Besonderen. Greifswald 1892
- Geisteskrank. Unzurechnungsfähig. Entmündigt. Greifswald 1896
- Was sind Geisteskrankheiten - Sammlung zwangloser Abhandlungen aus dem Gebiete der Nerven. und Geisteskrankheiten, Halle 1897 (Band 3 Halle 1900)